# Vitamin X
Vitamin X o VX es una banda de hardcore punk y thrashcore de Ámsterdam, Países Bajos formada en 1997. Caracterizada por un sonido agresivo mezcla de thrash, hardcore punk, riffs de 1970 y solos de guitarra intensos. Si bien los miembros son straight edge, esto no se refleja en su música y contenido lírico.
Actualmente la banda cuenta con cuatro miembros: Marko Korac en voces, Alex Koutsman en bajo, Danny en baterías y Marc Emmerik en guitarras.
Conocidos por el contenido sociopolítico de sus letras, Vitamin X lazó un total de seis discos y siete ep bajo varios sellos discográficos.

## Discografía
Álbumes
- 2000 See Thru Their Lies
- 2002 Down The Drain
- 2004 Bad Trip
- 2008 Full Scale Assault
- 2012 About To Crack
- 2018 Age Of Paranoia

EP's
- 1998 Straight Edge Crew
- 1999 Once Upon a Time...
- 2001 We Came Here For Fun
- 2001 People That Bleed
- 2003 split 7" with Blind Society
- 2003 Random Violence
- 2005 Rip It Out EP